# Conor McAleny
Conor McAleny (Whiston, 12 augustus 1992) is een Engels voetballer die bij voorkeur als aanvaller speelt. Hij stroomde in 2011 door vanuit de jeugd van Everton.

## Clubcarrière
Op elfjarige leeftijd sloot McAleny zich aan in de jeugdacademie van Everton. Op 10 december 2011 debuteerde hij in de Premier League in het Emirates Stadium tegen Arsenal. Hij verving Phil Neville na 77 minuten. In 2012 werd de aanvaller uitgeleend aan Scunthorpe United, waarvoor hij drie competitiewedstrijden speelde. In 2013 speelde hij vier wedstrijden op uitleenbasis voor Brentford. In februari 2015 werd hij voor de rest van het seizoen uitgeleend aan Cardiff City. McAleny maakte twee doelpunten in acht wedstrijden voor de Welshe club.